# Ribeira
Ribeira (también llamado Riveira) es un municipio de Galicia (España) situado en la costa oeste de la provincia de La Coruña, en la comarca del Barbanza. Su capital y núcleo urbano más poblado es Santa Eugenia de Ribeira (más conocido como Santa Uxía de Ribeira). 
Es el municipio más meridional de la provincia. Limita con los municipios de Puebla del Caramiñal y Puerto del Son. Cuenta con uno de los puertos pesqueros de bajura más relevantes de la provincia e incluso de Europa. En él se desestiban túnidos destinados a la manufactura en sus empresas conserveras.
También es uno de los más poblados de la provincia después de las grandes urbes. Posee importantes servicios administrativos para ofrecer a la población que lo nutre, como delegación comarcal de Hacienda, y tres Juzgados de Primera Instancia e Instrucción.
El municipio está dividido administrativamente en nueve parroquias; Aguiño, Artes, Carreira, Castiñeiras, Corrubedo, Oleiros, Olveira, Palmeira y Ribeira. En el plano natural, cuenta con importantes playas como las de Coroso, Touro, Castiñeiras, Vilar, y Aguiño y muy especialmente las de Corrubedo, que dispone playas tranquilas y urbanas, como O Prado, Robeira, Robeiriña y As Furnas, además de A Ladeira, en pleno parque natural de las Dunas de Corrubedo, y también con playas abiertas al océano Atlántico, como la de Balieiros y O Corgo.

## Toponimia

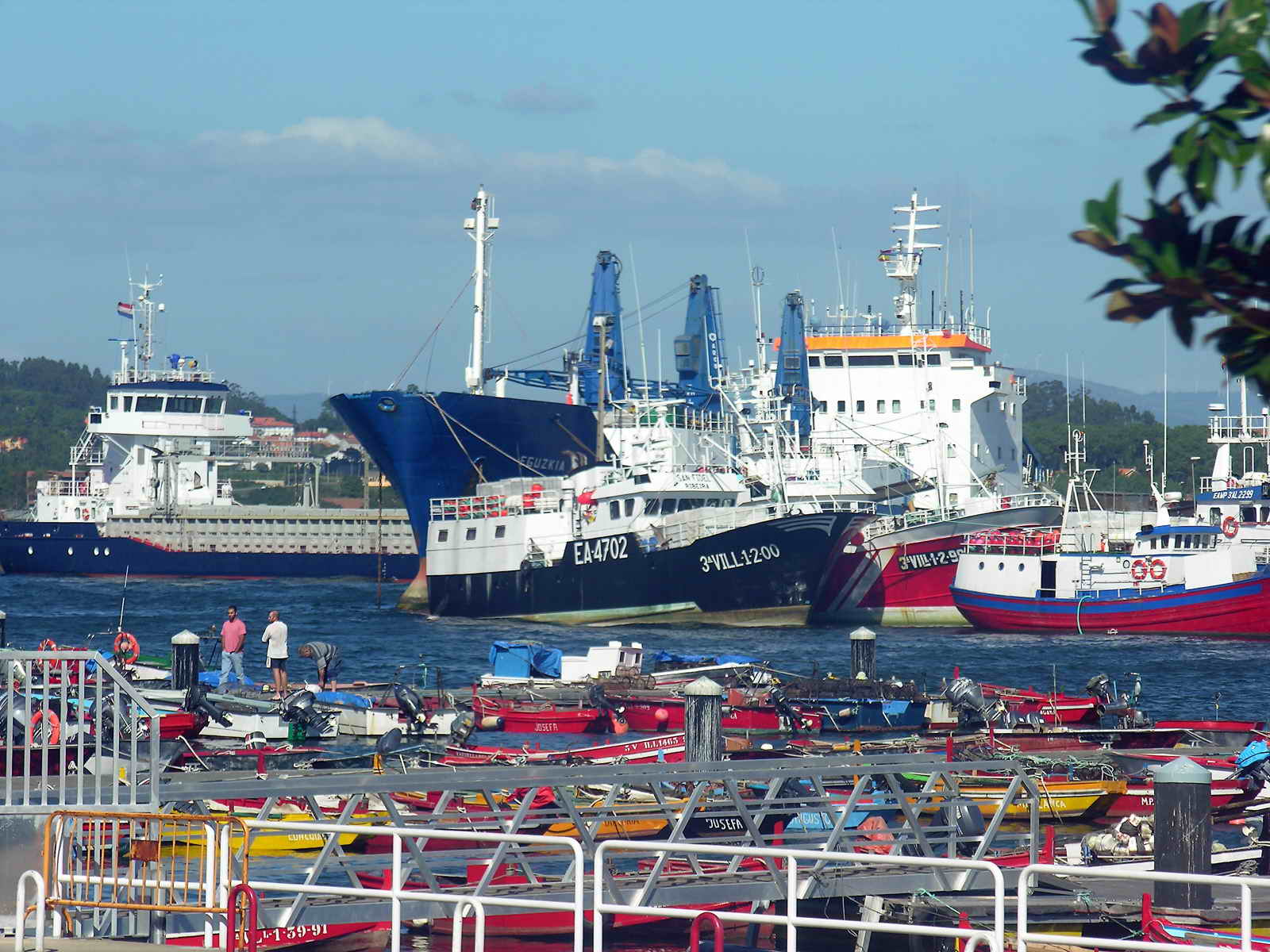
Puerto de Ribeira

Ribeira es palabra gallega cognata del castellano ribera, ambas del latín RIPARIA, 'margen y orilla del mar y río'. Esta forma se documenta por vez primera en un testamento dado en 1387, en gallego: Item mando a Sta. Ougea de Ribeira hua libra de cera en huun frolal et outra libra de azeite. Las formas escritas con b son generales para este topónimo hasta 1607, cuando se documenta por primera vez la forma Santa Eugenia de Riveira. Desde ese momento, en las menciones a este puerto y feligresía, se alternan formas escritas con be, como en el Diccionario Madoz, y con uve. El  11 de noviembre de 1984 un acuerdo plenario oficializó Santa Uxía de Riveira,[cita requerida] siendo alcalde de Riveira, el socialista, Ventoso Mariño. La moción fue apoyada por los concejales de los tres partidos con representación municipal, PSOE, Alianza Popular y BNG, previo informe del cronista oficial Carlos García Bayón, que argumentó el uso de «v».[cita requerida] No obstante, según el artículo 10 de la Ley de Normalización Lingüística y en el Decreto 189/2003 de la Junta de Galicia se establece el uso de la «b» como la única oficial. La forma Ribeira ha sido también ratificada por el Valedor do Pobo el 7 de noviembre de 2012 donde insta al Ayuntamiento a usar el topónimo con «b».
Por otra parte, Uxía es la evolución gallega local del gallego antiguo Ougia, a su vez evolución del nombre grecolatino Eugenia. La iglesia parroquial, dedicada a Santa Eugenia, es citada por primera vez en el siglo XIII, en la forma Sancte Eugenie de Carraria: «de tota nostra hereditate quantam habemus in villa que uocatur Dayam in concurrencia Sancte Eugenie de Carraria que est in terra Pistomarchos».

## Geografía

### Playas
- Playa de Coroso
- Playa del Touro
- Playa Área Secada
- Playa de la Ameixida
- Playa de los Mosqueiros
- Playa de Castiñeiras
- Playa del Castro
- Playa de la Corna
- Playa del muelle Fenicio
- Playa del Vilar
- Playa de la Ladeira
- Playa del Baluarte
- Playa de Río Azor

## Historia
Un registro de diezmos de la iglesia, fechado en 1438, es de los primeros documentos que menciona la localidad. Como puerto pesquero no tiene un gran peso hasta finales del siglo XVIII, momento en el que se convertirá en uno de los destacados de Galicia. En aquellas fechas, comerciantes procedentes de Cataluña se establecieron en la villa y crearon un floreciente negocio de salazón, del que proviene la actual industria conservera ribeirense.
En 1906 el rey Alfonso XIII concedió a la villa de Santa Eugenia de Ribeira el título de ciudad, por «el desarrollo de su industria y comercio». También se dice que le concedió el de Muy Moble, Muy Leal y Muy Humanitaria Ciudad en 1921,  tras los esfuerzos en el salvamento de los supervivientes del Santa Isabel, naufragado cerca de la isla de Sálvora.

## Economía
Económicamente, Ribeira depende fuertemente del mar y constituye el puerto de bajura más importante de España y el tercero de Europa. El cultivo de mejillón y rodaballo representa una importante fuente de ingresos. El sector conservero tiene gran importancia en la economía local. La ciudad también está desarrollando el sector turístico.

## Demografía
Ribeira cuenta con una población de 27 111 habitantes (INE 2024).
| Gráfica de evolución demográfica de Ribeira entre 1842 y 2021 |
| |
| Población de derecho según los censos de población del INE Población de hecho según los censos de población del INEEn estos censos se denominaba Ribeira, Santa Eugenia de: 1842 En estos censos se denominaba Rivéira: 1860 y 1877 |

Hay una significativa cantidad de emigrantes ribeirenses viviendo en el extranjero, principalmente en Newark, Nueva Jersey y Buenos Aires (Argentina).

## Administración y política

### Gobierno municipal
| Partido político                                | 2023  | 2023  | 2023       | 2019  | 2019  | 2019       | 2015  | 2015  | 2015       | 2011  | 2011  | 2011       | 2007  | 2007  | 2007       |
| Partido político                                | %     | Votos | Concejales | %     | Votos | Concejales | %     | Votos | Concejales | %     | Votos | Concejales | %     | Votos | Concejales |
| Partido Popular de Galicia (PPdeG)              | 38,90 | 5179  | 10         | 36,00 | 4893  | 9          | 40,96 | 5206  | 9          | 57,20 | 7913  | 13         | 48,52 | 6806  | 11         |
| Bloque Nacionalista Galego (BNG)                | 22,40 | 2982  | 5          | 10,07 | 1369  | 2          | 17,36 | 2206  | 4          | 16,83 | 2328  | 4          | 26,33 | 3694  | 6          |
| Partido Barbanza Independiente (PBBI)           | 20,98 | 2794  | 5          | 27,60 | 3751  | 7          | –     | –     | –          | –     | –     | –          | –     | –     | –          |
| Partido dos Socialistas de Galicia (PSdeG-PSOE) | 7,37  | 982   | 1          | 11,57 | 1573  | 2          | 17,11 | 2175  | 3          | 15,85 | 2193  | 3          | 12,69 | 1780  | 2          |
| Iniciativa Progresista de Ribeira (IPdeR)       | 3,22  | 429   | 0          | 4,54  | 618   | 0          | 9,88  | 1256  | 2          | 8,13  | 1125  | 1          | 10,98 | 1540  | 2          |
| SUMA Ribeira                                    | –     | –     | –          | 5,62  | 765   | 1          | –     | –     | –          | –     | –     | –          | –     | –     | –          |
| Cidadáns (Cs)                                   | –     | –     | –          | 2,13  | 290   | 0          | 12,84 | 1632  | 3          | –     | –     | –          | –     | –     | –          |

### Organización territorial
Parroquias que forman parte del municipio:
- Aguiño (Nosa Señora do Carme)
- Artes (San Xulián)
- Carreira (San Paio)
- Castiñeiras (O Bo Pastor)
- Corrubedo (Santa María)
- Oleiros (San Martiño)
- Olveira (Santa María)
- Palmeira (San Pedro)
- Ribeira (Santa Uxía)

## Cultura

### Patrimonio
- Dolmen de Axeitos
- Castro de A Cidá
- Castro de Porto de Baixo

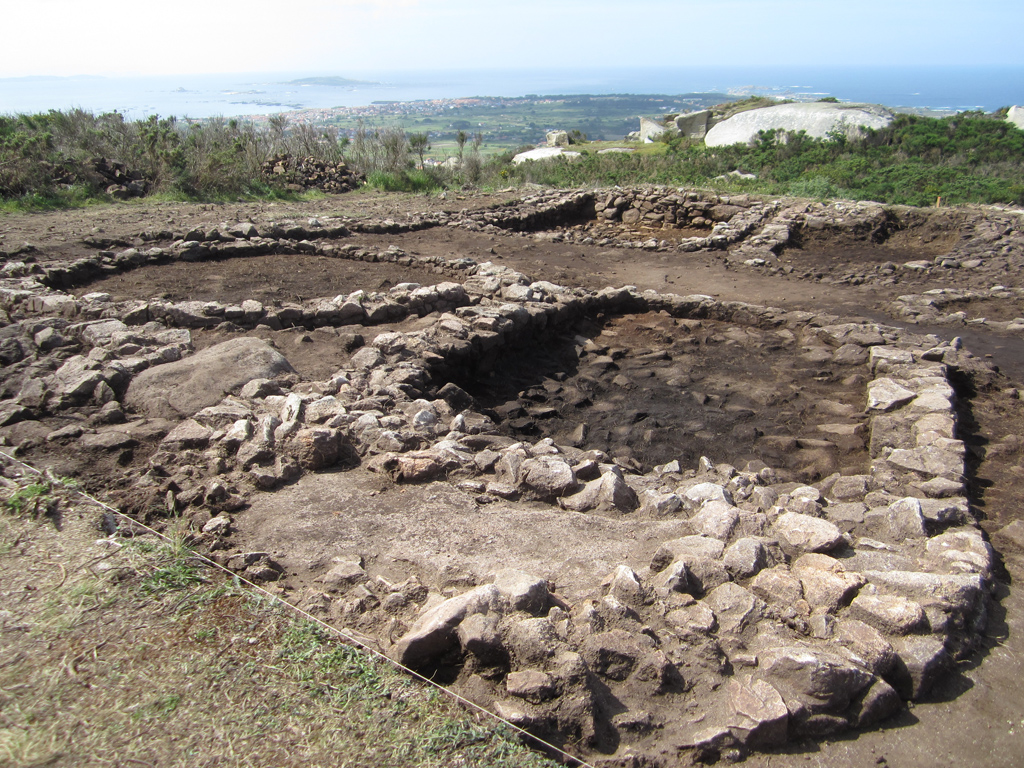
Castro de A Cidá

- Parque natural de las Dunas de Corrubedo y lagunas de Carregal y Vixán

### Turismo
En los últimos años el sector turístico ha puesto sus ojos en la capital barbanzana. 

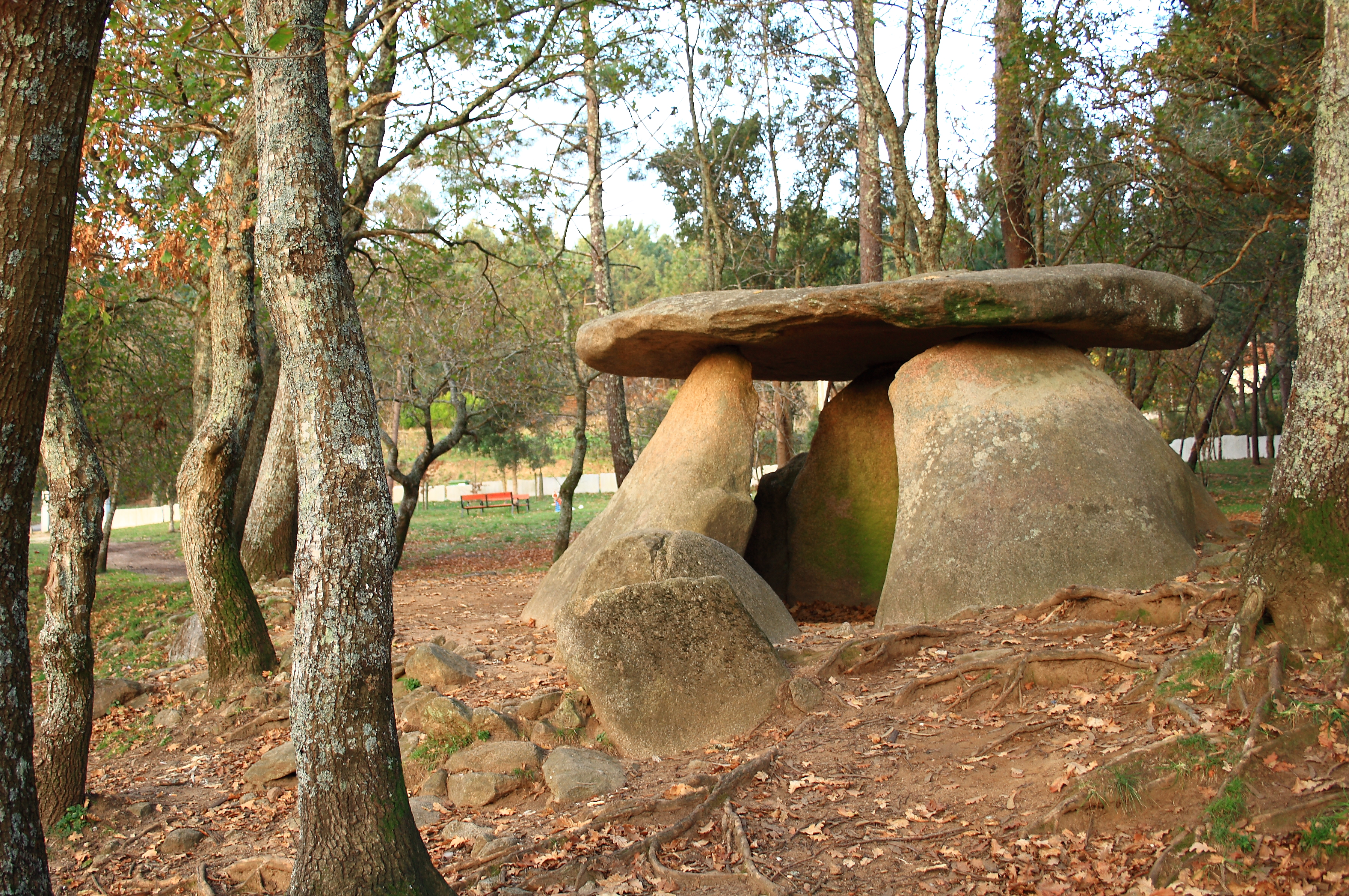
Dolmen de Axeitos

La huella del pasado se puede acariciar visitando el dolmen de Axeitos o el «Partenón del Megalítico» como lo calificó el ya fallecido cronista oficial del municipio, Carlos García Bayón. Los restos de la cultura castreña -castros- están salpicados por todo el territorio ribeirense, que junto con petroglifos saciarán al turista cultural que busca asomarse al pasado.

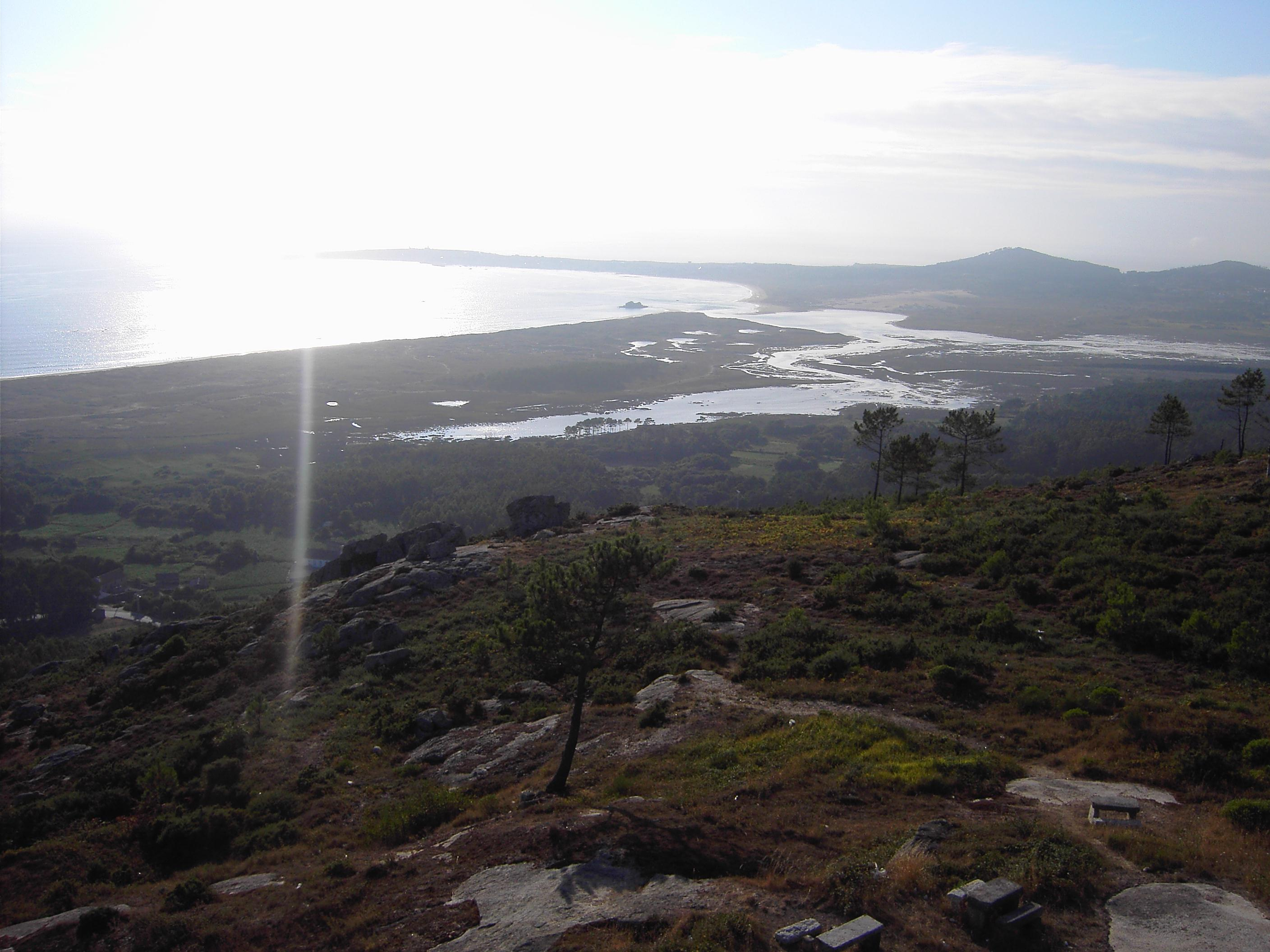
Parque natural de Corrubedo

El turista que busque recrearse en la belleza paisajística tiene en Ribeira un punto de partida de su recorrido. El parque natural de las Dunas de Corrubedo y lagunas de Carregal y Vixán ofrece al visitante, entre otras muchas particularidades, 1000 ha de parque y 5 km de costa entre los que hay que destacar la duna móvil más grande del noroeste peninsular con 1,2 km de longitud y nada menos que 15 m de altura. Si a esto le sumamos que Ribeira también tiene parte de su territorio —Isla de Sálvora— dentro del parque nacional de las Islas Atlánticas (declarado en 2002), se puede garantizar un entorno natural envidiable para aquellos que gusten de los espacios naturales.
El ocio estival alcanza su máxima expresión con la Festa da Dorna (24 de julio), declarada Festa de Interese Turístico de Galicia en el año 2005. En la edición de 2008 (la LX singladura de la fiesta) España Directo (programa de Televisión Española) cifró las personas que acuden a esta fiesta en 60 000, coincidiendo con el parte de la organización. Se duplica así la población de esta ciudad de 27 000 habitantes. Asimismo, el carácter de la gente de estas tierras inunda la ciudad de Ribeira: carreras de carrilanas, regatas de barcos hechas con los materiales y formas más inusitados, premio de vuelo sin motor, certamen de canciones populares utilizando como escenario los bares de copas y un sinfín de actividades que se completan casi a diario con conciertos de folk-rock popular que permitirán vivir al foráneo unas jornadas de estrepitoso ajetreo.
Tan solo unos días después (primera semana de agosto) tomarán protagonismo las fiestas de verano con un corte más sosegado y en el que una feria de atracciones ubicada en el centro del casco urbano dará color y completará las actividades culturales y deportivas de marcado corte festivo.
De todos modos, esto es tan solo un esbozo del ocio que se puede vivir y disfrutar en Ribeira -principalmente en época estival-, pues prácticamente se podría decir que cada fin de semana los ribeirenses ofrecen al turista una actividad con la que aprovechar su tiempo.

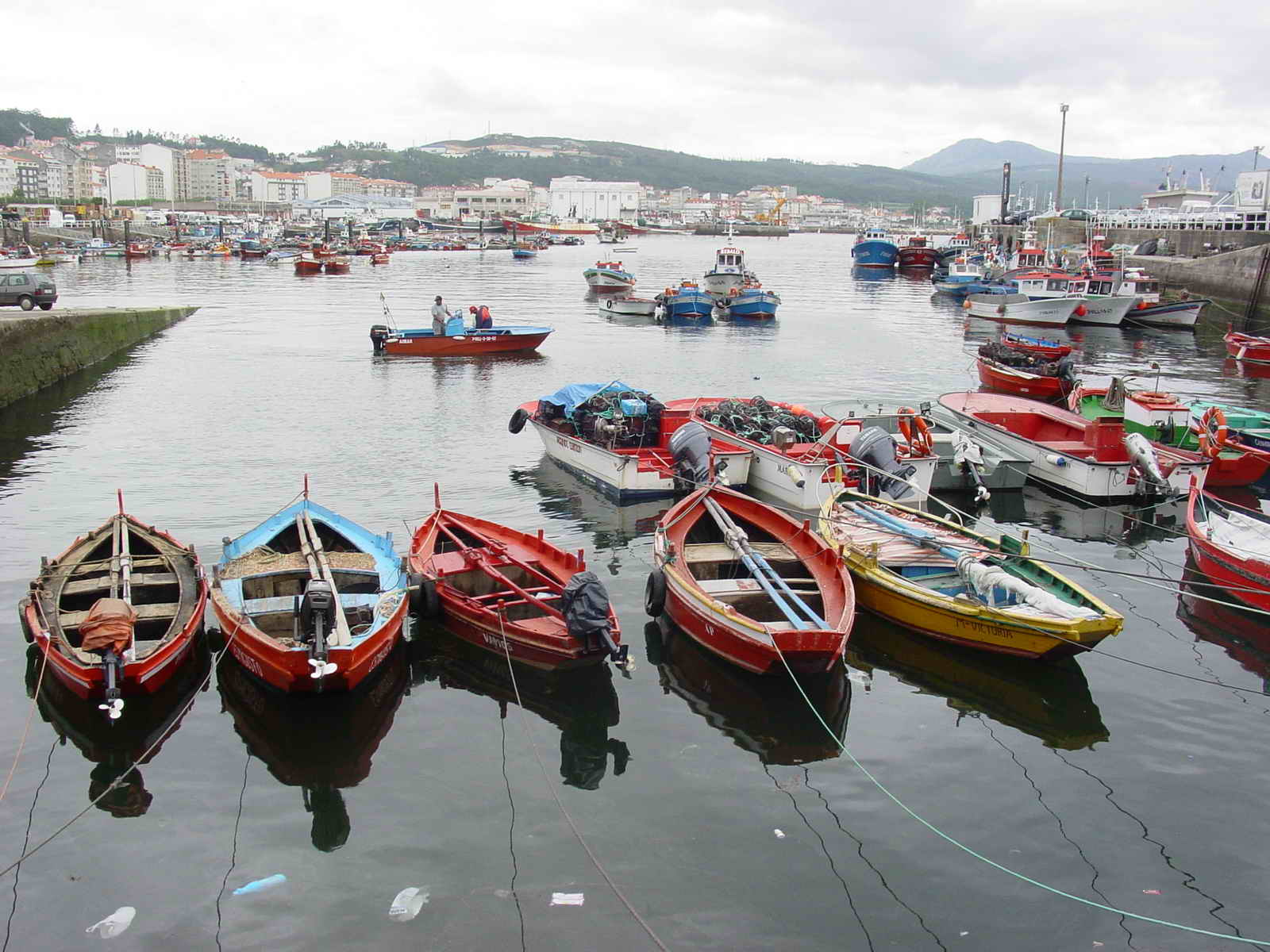
Puerto
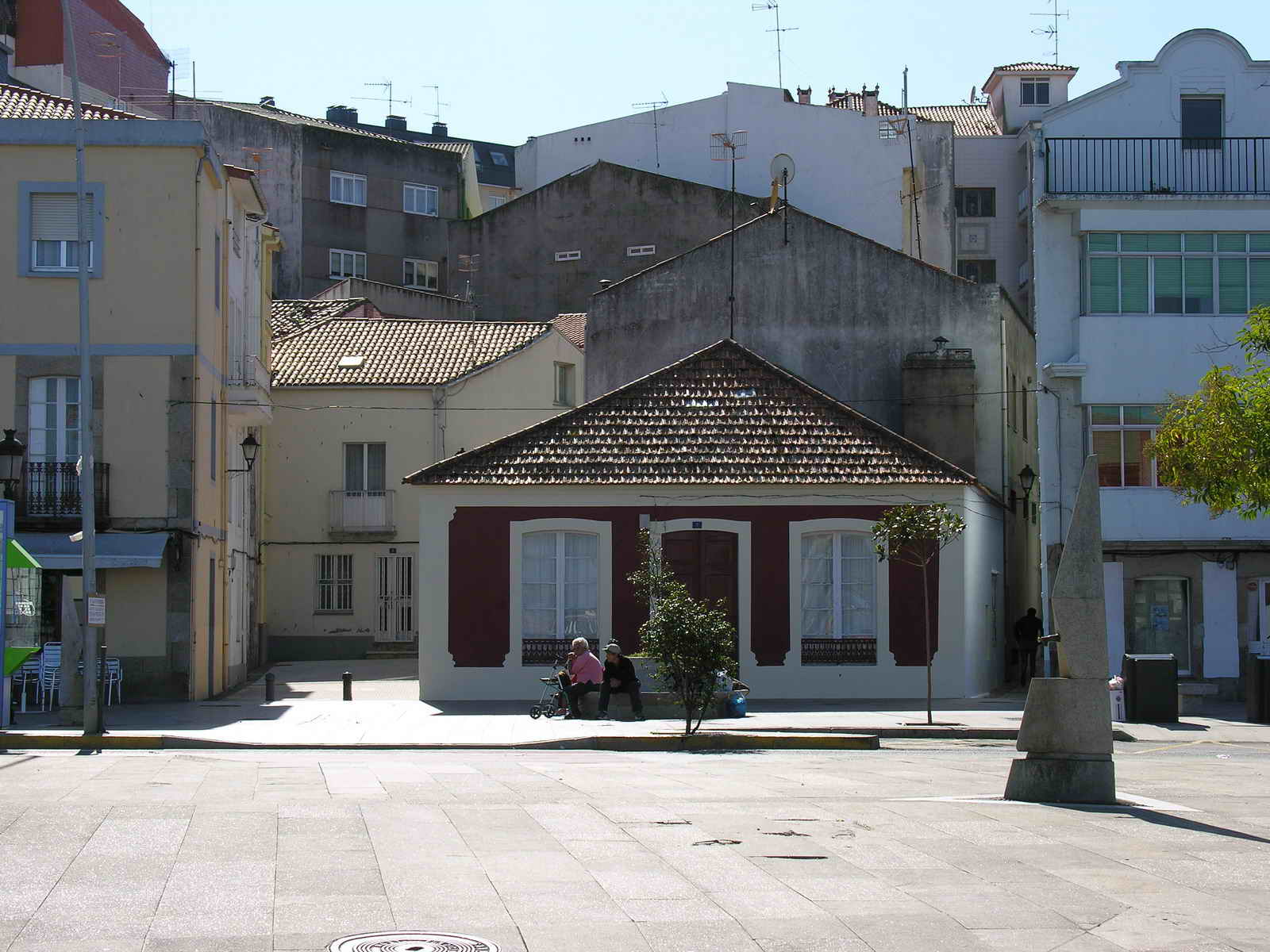
Urbanización Riveirense
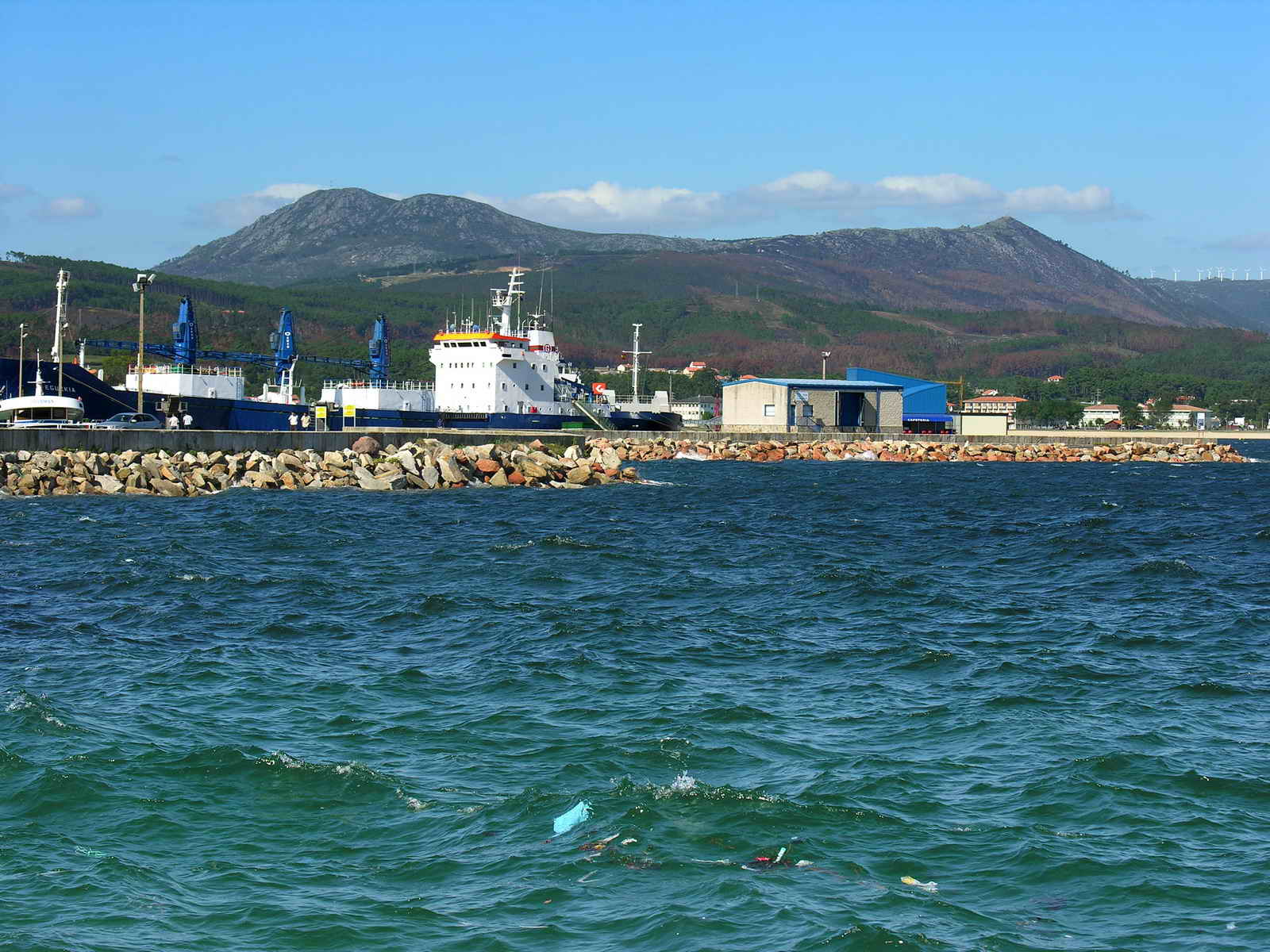
Sierra del Barbanza
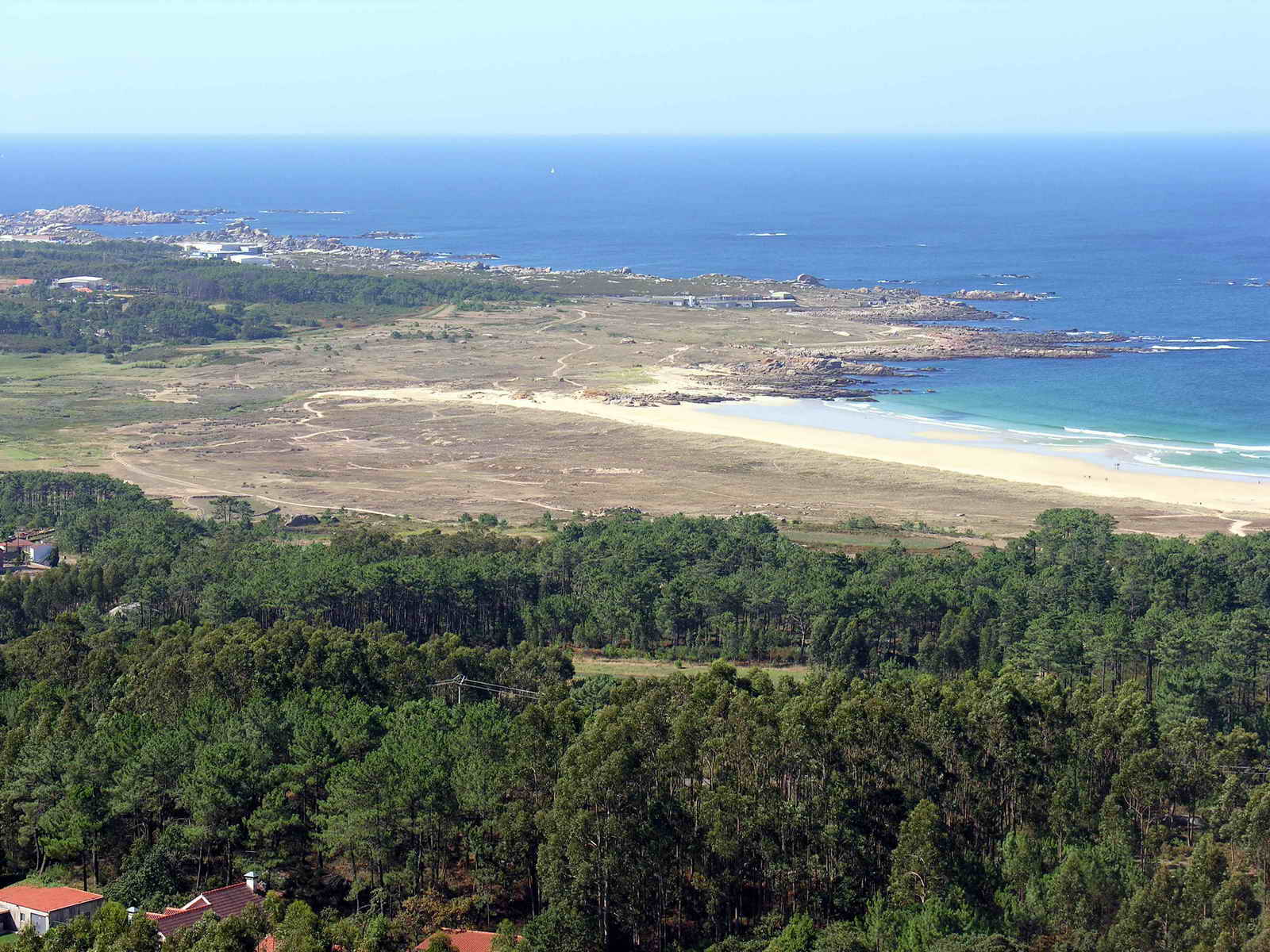
Playa del Vilar

### Gastronomía
Situada en la bocana de la Ría de Arosa, que puede presumir de ser la de mayor producción marisquera de España, y siendo Ribeira uno de los primeros puertos pesqueros de bajura, huelga decir que su gastronomía estará íntimamente vinculada al mar. Basando su preparación en la sencillez, porque el verdadero sabor lo pone la calidad de un producto con garantía de frescura.

## Ciudades hermanadas
- Adeje, España
- Newark, Nueva Jersey, EUA
- Albaida, España

Albaida y Ribeira se hermanaron en 2006 con motivo del centenario del título de ciudad en ambas poblaciones, concedido por SAR Alfonso XIII el 23 de marzo de 1906.